# Křišťálová noc

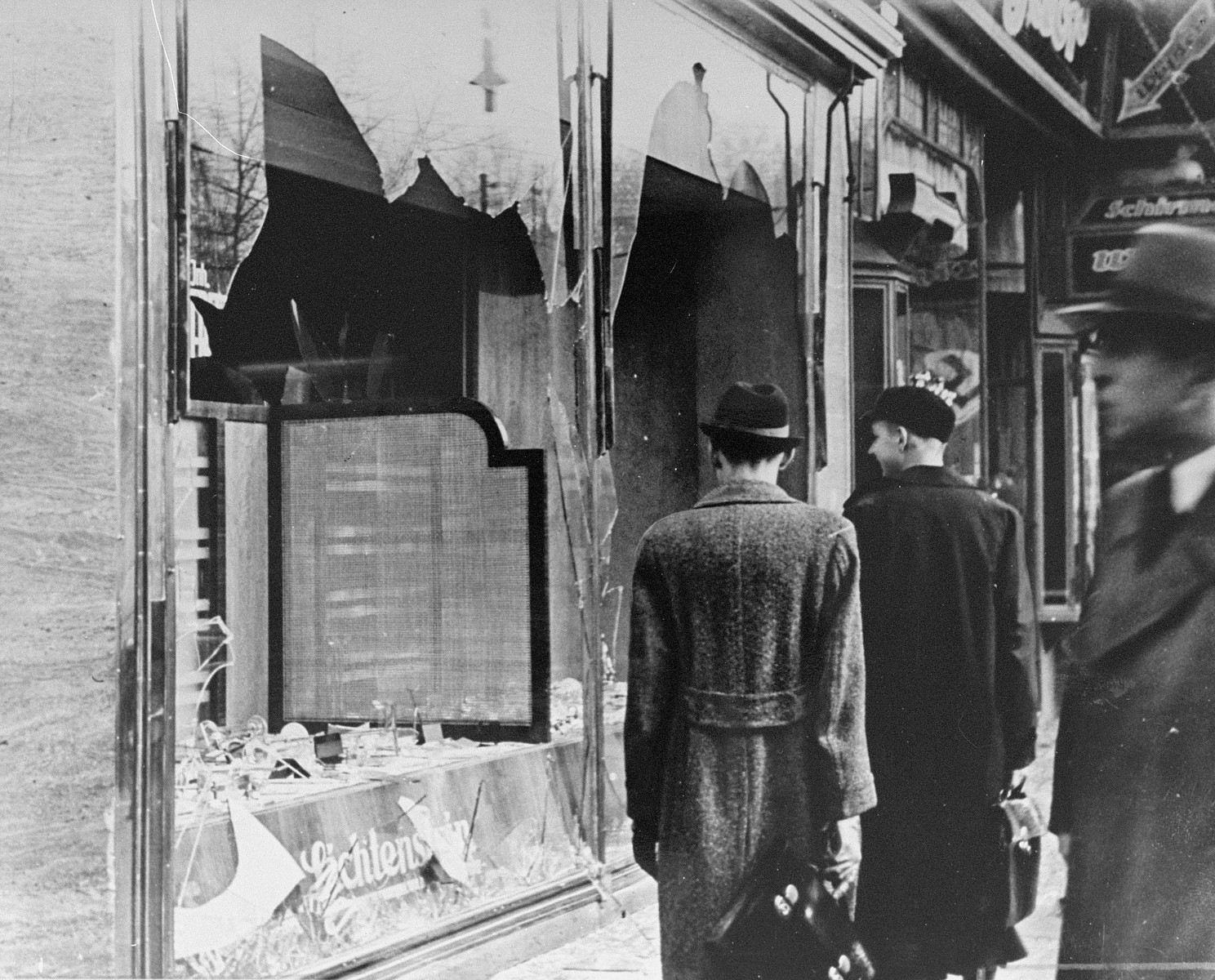
Den poté – zničená výloha židovského obchodu

Pamětní známka NDR z roku 1963

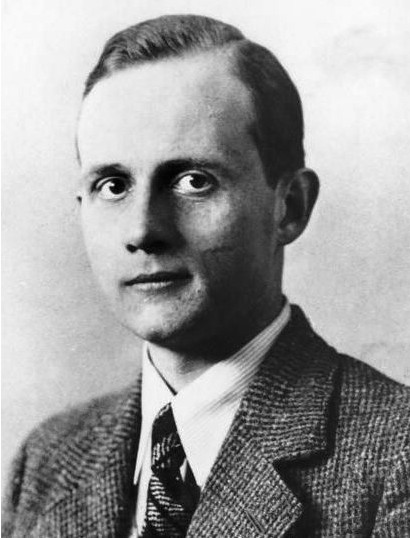
Oběť atentátu, Ernst vom Rath

Křišťálová noc (německy Kristallnacht), někdy též označovaná jako listopadový pogrom či říšský pogrom, byl protižidovský pogrom, který se odehrál v noci z 9. na 10. listopadu 1938 v nacistickém Německu, k němu připojeném Rakousku, v Sudetech a v Gdaňsku. Podílely se na něm paramilitantní jednotky SA (Sturmabteilung) a běžní Němci, zatímco německé úřady nečinně přihlížely. Označení pogromu jako „křišťálová noc“ je odvozeno od střepů rozbitého skla z oken a výloh židovských obchodů, domů a synagog a je některými kruhy považováno za cynické a nevhodné.
Během Křišťálové noci bylo zabito podle nejčastěji zmiňovaného údaje 91 Židů, ale některé prameny uvádějí odlišná čísla. Zhruba 30 000 Židů bylo zatčeno a internováno v koncentračních táborech. Židovské domovy, nemocnice a školy byly ničeny a rabovány. Více než 100 synagog bylo vypáleno a zničeno bylo přes 7000 židovských obchodů.
Záminkou pro pogrom byl atentát na sekretáře německého velvyslanectví v Paříži, Ernsta vom Ratha, který spáchal židovský mladík Herschel Grynszpan. Pogrom následovala další ekonomická, politická a společenská perzekuce Židů, která vyvrcholila v  tzv. konečné řešení židovské otázky a holokaust.

## Příčiny
Bezprostřední záminkou pogromu byl atentát židovského mladíka Herschela Grynszpana na sekretáře německého velvyslanectví v Paříži Ernsta vom Ratha, ke kterému došlo 7. listopadu 1938. Na následky zranění Ernst vom Rath 9. listopadu zemřel.
Shodou okolností se právě 9. listopadu konala v Mnichově oslava výročí Pivního puče. Goebbels přednesl zprávu o úmrtí Ernsta vom Ratha a připojil nenávistný protižidovský projev vyzývající k pomstě. Účastníci si jeho vystoupení vyložili jako povel k zahájení pogromu.

## Následky
Během pogromu bylo zabito podle nejčastějšího zmiňovaného údaje 91 Židů. Podle francouzského historika P. Milzy bylo zabito více než sto Židů, zničeno 7 500 židovských obchodů, vypáleno 171 domů a 119 synagog. Následně odvlekli příslušníci SS 20 až 30 tisíc Židů do koncentračních táborů.
Následujícího dne se v mnoha městech konaly demonstrace na podporu NSDAP a jejího vůdce. Například v Norimberku se této demonstrace účastnilo asi 100 000 lidí.
Pogrom způsobil zvýšení exodu židovského obyvatelstva z nacistického Německa, který získal prakticky charakter útěku, a ještě více vyhrotila německo-židovské vztahy. Dodnes se vedou spory a dohady o tom, do jaké míry byl protižidovský pogrom spontánní a do jaké míry připravovanou akcí.
Zvláštní předpis později stanovil, že pojistné za škody utrpěné během Křišťálové noci připadne státu. Za židovský majetek poškozený jednotkami SA, na který měl z pohledu Göringa nárok německý lid, byli naopak Židé ve Třetí říši donuceni zaplatit finanční částku ve výši 1 miliardy říšských marek. To představovalo přibližně 10 % příjmů státní pokladny za rok 1938; vražedná akce a následující administrativní zásahy (především 1. zákon o vyloučení Židů z hospodářského života) tak Třetí říši pravděpodobně zachránily před státním bankrotem, jenž roku 1938 akutně hrozil, a tím také umožnily Hitlerovi udržet se u moci a rozpoutat druhou světovou válku.
Název získala Křišťálová noc podle rozbitých výloh židovských obchodů. Vypálena byla více než stovka synagog, včetně asi padesáti v českém pohraničí na územích, která byla několik týdnů před tím Mnichovskou dohodou připojena k Říši, například v Liberci, Jablonci, Opavě, Chebu, Františkových Lázních, Mariánských Lázních či Karlových Varech.

## Reakce

### Mezi Němci
Reakce nežidovského obyvatelstva Německa na pogrom se různily. V místech, kde k násilnostem a ničení docházelo, se shromažďovalo množství lidí, kteří většinou v tichosti přihlíželi. Místní hasičské sbory se omezily na zabraňování rozšíření plamenů ze synagog na okolní budovy. V Berlíně policejní důstojník Wilhelm Krützfeld zakázal příslušníkům SA zapálit Novou synagogu a později obdržel pouze výtku. Britský historik Martin Gilbert se domnívá, že „mnoho nežidovských obyvatel pociťovalo k těmto událostem odpor.“ Jeho názor podpořil očitý svědek dr. Arthur Flehinger, který popsal, že viděl „brečící lidi, koukající zpoza záclon.“ Rozsah zkázy byl tak velký, že s ním podle melbournského listu Argus mnoho Němců vyjádřilo nesouhlas a označilo jej za bezcitný.
Biskup evangelicko-luterské církve v Durynsku a vůdčí představitel německého křesťanského hnutí, Martin Sasse, vydal krátce po pogromu soubor spisů Martina Luthera. Aplaudoval přitom pálení synagog a shodě okolností, že se tak stalo 10. listopadu, v den výročí Lutherova narození. Na Němce naléhal, aby dbali na slova „největšího antisemity své doby a člověka varujícího svůj lid před Židy.“ Diarmaid MacCulloch tvrdí, že Lutherův pamflet Von den Jüden und ihren Lügen (O Židech a jejich lžích) z roku 1543 byl „plánem“ pro Křišťálovou noc.
V článku publikovaném večer 11. listopadu Goebbels připsal události Křišťálové noci „zdravým instinktům“ německého lidu. To dále rozvedl slovy: „Němci jsou antisemité. Nemají zájem, aby byla v budoucnu jejich práva omezována, či aby byli provokováni parazity židovské rasy.“

### Ze světa
Pogrom vyvolal mezinárodní pobouření. Zdiskreditoval pro-nacistická hnutí v Evropě a Severní Americe a způsobil pokles jejich podpory. Mnoho deníků pogrom odsoudilo a některé jej přirovnaly k vražedným pogromům v carském Rusku v 80. letech 19. století.
Britská vláda odsouhlasila během listopadu 1938 program pro 10 000 dětí uprchlíků (Kindertransport) a umožnila zjednodušený vstup do Velké Británie dětem od kojenců do věku 17 let bez doprovodu. Očekávalo se, že děti zůstanou v zemi pouze dočasně. Naproti tomu byly 17. května 1939 stanoveny podmínky přistěhovalectví do Britského mandátu Palestiny vypracováním MacDonaldovy bílé knihy (MacDonald White Paper).
Spojené státy americké odvolaly svého velvyslance v Německu (diplomatické styky však nepřerušily), zatímco další státy zpřísnily na protest své diplomatické vztahy s Německem. Ve Spojených státech byl 9. února 1939 v Kongresu podán návrh zákona (Wagner-Rogers Child Refugee Bill) na zvýšení kvóty přistěhovalců o celkem 20 000 židovských dětí do 14 let, k hlasování však nikdy nedošlo, protože bylo zablokováno.
Křišťálová noc byla zlomovým bodem ve vztazích mezi nacistickým Německem a zbytkem světa. Brutalita pogromu a politika německé vlády podporující násilí po jeho vypuknutí obnažila represivní povahu a rozšířený antisemitismus zakořeněný v Německu a obrátila světovou veřejnost proti nacistickému režimu.

## Křišťálová noc jako zlomová událost
Pogrom povahu perzekuce Židů z ekonomické, politické a sociální na fyzickou, spojenou s mlácením, vězněním a vražděním. Tato událost je též často uváděna jako počátek holocaustu. Historik Max Rein v roce 1988 v této souvislosti napsal: „Křišťálová noc přišla (…) a všechno se změnilo.“
Zatímco události listopadu 1938 předběhly formulaci konečného řešení židovské otázky (Endlösung der Judenfrage), předznamenaly blížící se genocidu. V období kolem tzv. Křišťálové noci vyzval deník SS Das Schwarze Korps k „ničení mečem a plameny“. Hermann Göring prohlásil na konferenci konané den po pogromu: „Židovský problém dosáhne vyřešení, pokud kdykoli v blízké budoucnosti budeme vtažení do války za našimi hranicemi – pak je zřejmé, že budeme muset s Židy provést konečné zúčtování.“